# Титов, Владимир Геннадиевич
Влади́мир Генна́диевич Тито́в (28 июля 1958, Москва, РСФСР, СССР — 6 февраля 2025) — российский дипломат. Первый заместитель министра иностранных дел Российской Федерации с 22 апреля 2013 по 29 июля 2024 года. Чрезвычайный и полномочный посол (2004).

## Биография
Родился 28 июля 1958 года в Москве. В 1980 году окончил МГИМО. Владел английским и шведским языками.
В системе МИД с 1980 года.
- В 1991—1997 годах — советник-посланник Посольства России в Швеции[1].
- В 1997—1999 годах — директор Второго европейского департамента МИД России[1].
- В 1999—2004 годах — чрезвычайный и полномочный посол Российской Федерации в Болгарии[2][3].
- В 2004—2005 годах — директор Департамента кадров, член Коллегии МИД России.
- С 19 октября 2005 по 22 апреля 2013 года — заместитель министра иностранных дел России[4][5].
- В 2009—2012 годах — член Комиссии по противодействию попыткам фальсификации истории в ущерб интересам России.
- С 22 апреля 2013 по 29 июля 2024 года — первый заместитель министра иностранных дел РФ. В качестве заместителя министра курировал отношения с европейскими странами и административные вопросы[5][6].

Скончался 6 февраля 2025 года в возрасте 66 лет.

## Награды
- Орден «Стара-планина» I степени (16 апреля 2004, Болгария)[8];
- Орден Почёта (3 июля 2008) — за большой вклад в реализацию внешнеполитического курса Российской Федерации и многолетнюю добросовестную работу[9].
- Почётная грамота президента Российской Федерации (12 июня 2011) — за большой вклад в реализацию внешнеполитического курса Российской Федерации и многолетнюю добросовестную работу[10].
- Орден «За заслуги перед Отечеством» IV степени (2 мая 2014) — за достигнутые трудовые успехи, значительный вклад в социально-экономическое развитие Российской Федерации, реализацию внешнеполитического курса Российской Федерации, заслуги в гуманитарной сфере, укреплении законности и правопорядка, активную общественную деятельность, многолетнюю добросовестную работу[11].
- Орден «За заслуги перед Отечеством» III степени (16 июля 2018) — за большой вклад в реализацию внешнеполитического курса Российской Федерации[12].
- Орден Александра Невского (10 июля 2023) — за большой вклад в реализацию внешнеполитического курса Российской Федерации и многолетнюю добросовестную дипломатическую службу[13].

## Дипломатический ранг
- Чрезвычайный и полномочный посланник 2 класса (4 октября 1994)[14]
- Чрезвычайный и полномочный посланник 1 класса
- Чрезвычайный и полномочный посол (10 февраля 2004)[15]

## Семья
Был женат. Есть сын.